# 학교법인 계명대학교
학교법인 계명대학교(學校法人 啓明大學校)는 대구광역시에 위치한 대한민국의 학교법인이다.
이전에는 학교법인 계명기독대학이라고 하였으나, 2006년 9월 1일 정관을 변경하고 학교법인 계명대학교로 명칭을 변경하였다.

2021년 4월 현재 계명대학교 교수이자 계명문화대학교 총장이었던 김남석이 이사장을 맡고 있다.

학교법인 계명대학교는 계명대학교, 계명문화대학교, 동산의료원(동산병원), 계명유치원, 평생교육원을 운영하고 있다.

계명대학교는 성서캠퍼스, 대명캠퍼스, 동산캠퍼스, 달성캠퍼스 4개의 캠퍼스가 있다.
- 성서캠퍼스 : 대구광역시 달서구 달구벌대로 1095
- 대명캠퍼스 : 대구광역시 남구 명덕로 104
- 동산캠퍼스 : 대구광역시 중구 달성로 56
- 달성캠퍼스 : 대구광역시 달성군 유가읍 테크노순환로 269

계명문화대학교는 성서캠퍼스 1개의 캠퍼스가 있다.
- 성서캠퍼스 : 대구광역시 달서구 달서대로 675

동산의료원(동산병원)은 대구광역시 달서구와 중구, 경상북도 경주시에 위치해 있다.
- 대구광역시 달서구 : 대구광역시 달서구 달구벌대로 1035
- 대구광역시 중구 : 대구광역시 중구 달성로 56
- 경상북도 경주시 : 경상북도 경주시 봉황로 65